# Championnat d'Argentine de football 1959
Navigation
Saison précédente Saison suivante
La saison 1959 du Championnat d'Argentine de football est la 29e édition professionnelle de la première division argentine. Le championnat rassemble les 16 meilleures équipes du pays au sein d'une poule unique, où chaque club rencontre tous ses adversaires deux fois. En fin de saison, le dernier du classement sur les trois dernières saisons est relégué et remplacé par le vainqueur de la Segunda División.
C'est le club de San Lorenzo de Almagro qui termine en tête du championnat et remporte le 7e titre de champion d'Argentine de son histoire. Le club se qualifie pour la toute première édition de la Copa Libertadores.

## Les 16 clubs participants
| \| Buenos Aires La Plata Rosario \| Villes représentées lors de la saison 1959 |
| Buenos Aires La Plata Rosario                                                  |

- Boca Juniors
- San Lorenzo de Almagro
- River Plate
- Racing Club
- Independiente
- Rosario Central
- Lanús
- Gimnasia y Esgrima (La Plata)
- Huracán
- Central Córdoba (Rosario)
- Vélez Sársfield
- Argentinos Juniors
- Estudiantes (La Plata)
- Atlanta
- Newell's Old Boys (Rosario)
- Ferro Carril Oeste - Promu de Segunda Division

## Compétition

### Classement
Le classement est établi en utilisant le barème suivant :
- Victoire : 2 points
- Match nul : 1 point
- Défaite, forfait ou abandon : 0 point

| Rang | Équipe                        | Pts | J  | G  | N  | P  | Bp | Bc | Diff |
| ---- | ----------------------------- | --- | -- | -- | -- | -- | -- | -- | ---- |
| 1    | San Lorenzo de Almagro        | 45  | 30 | 21 | 3  | 6  | 75 | 42 | +33  |
| 2    | Racing Club T                 | 38  | 30 | 17 | 4  | 9  | 80 | 48 | +32  |
| 3    | Independiente                 | 33  | 30 | 11 | 11 | 8  | 44 | 37 | +7   |
| 4    | Ferro Carril Oeste P          | 33  | 30 | 10 | 13 | 7  | 47 | 41 | +6   |
| 5    | River Plate                   | 32  | 30 | 14 | 4  | 12 | 49 | 45 | +4   |
| 6    | Atlanta                       | 32  | 30 | 9  | 14 | 7  | 34 | 35 | -1   |
| 7    | Newell's Old Boys (Rosario)   | 32  | 30 | 12 | 8  | 10 | 35 | 36 | -1   |
| 8    | Boca Juniors                  | 30  | 30 | 12 | 6  | 12 | 51 | 44 | +7   |
| 9    | Huracán                       | 30  | 30 | 9  | 12 | 9  | 46 | 57 | -11  |
| 10   | Estudiantes (La Plata)        | 28  | 30 | 10 | 8  | 12 | 52 | 62 | -10  |
| 11   | Lanús                         | 27  | 30 | 10 | 7  | 13 | 54 | 59 | -5   |
| 12   | Vélez Sársfield               | 26  | 30 | 6  | 14 | 10 | 43 | 46 | -3   |
| 13   | Argentinos Juniors            | 25  | 30 | 7  | 11 | 12 | 46 | 45 | +1   |
| 14   | Gimnasia y Esgrima (La Plata) | 25  | 30 | 9  | 7  | 14 | 49 | 62 | -13  |
| 15   | Rosario Central               | 23  | 30 | 8  | 7  | 15 | 38 | 50 | -12  |
| 16   | Central Córdoba (Rosario)     | 21  | 30 | 7  | 7  | 16 | 32 | 66 | -34  |

|  | Qualification pour la Copa Libertadores 1960      |
|  | Relégation en Segunda División                    |
|  | T : Tenant du titre P : Promu de Segunda División |

- Central Córdoba (Rosario) est relégué car il possède la plus mauvaise moyenne de points sur les trois dernières saisons (1957, 1958 et 1959).

## Bilan de la saison
| Tableau d'Honneur                   |                        |
| Compétition                         | Vainqueur              |
| Championnat d'Argentine de football | San Lorenzo de Almagro |

| Qualifications continentales |                        |
| Copa Libertadores 1960       | San Lorenzo de Almagro |

| Promotions et relégations   |                           |
| Promu en Primera Division   | Chacarita Juniors         |
| Relégué en Segunda Division | Central Córdoba (Rosario) |